# Qusari járás
A Qusari járás (azeri nyelven: Qusar rayonu) Azerbajdzsán egyik járása. Székhelye Qusar.

A Qusari járás elhelyezkedése Azerbajdzsánban

## Népesség
- 1939-ben 53 968 lakosa volt, melyből 47 415 lezg (87,9%), 3892 azeri (7,2%), 1989 orosz, 279 zsidó, 128 ukrán, 54 örmény, 27 talis, 21 német, 12 grúz stb.
- 1959-ben 43 377 lakosa volt, melyből 37 585 lezg (86,6%), 3627 azerri (8,4%), 1449 orosz, 241 zsidó, 37 örmény, 11 grúz, 5 avar, 5 tat, 3 talis, 2 grúz, 1 caur.
- 1970-ben 62 894 lakosa volt, melyből 55 164 lezg (87,7%), 5776 azeri (9,2%), 1205 orosz és ukrán, 314 zsidó, 85 örmény, 36 tatár, 26 kurd, 18 avar, 7 grúz, 2 caur.
- 1979-ben 67 463 lakosa volt, melyből 59 325 lezg (87,9%), 6654 azeri (9,9%), 730 orosz és ukrán, 173 zsidó, 115 örmény, 19 tatár, 16 avar stb.
- 1999-ben 80 816 lakosa volt, melyből 73 278 lezg (90,7%), 7162 azeri (8,9%), 189 orosz és ukrán, 82 török, 32 zsidó, 10 tatár, 5 cahur, 3 örmény.
- 2009-ben 87 852 lakosa volt, melyből 79 629 lezg (90,6%), 7956 azeri (9,1%), 102 török, 87 orosz, 8 tatár, 7 ukrán.